# Sàtrapa

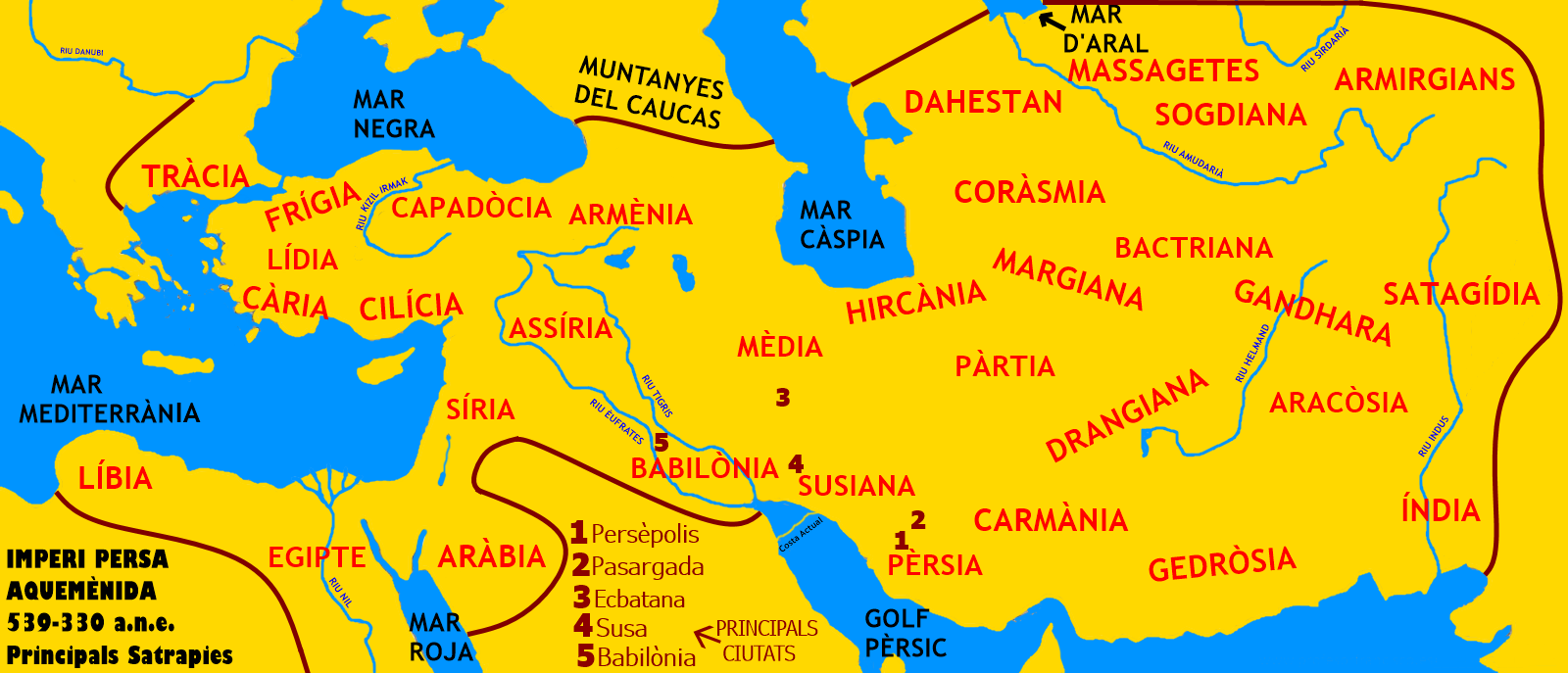
Principals satrapies de l'Imperi Persa

Sàtrapa (en grec: σατράπης satrápēs, de l'antic persa xšaθrapā(van), protector de la terra/país) és el nom que es va donar als governadors de les províncies dels antics imperis dels Medes i Aquemènides i de diversos dels seus successors, com ara l'Imperi Sassànida i els imperis hel·lenístics.
El sàtrapa va servir com a virrei del rei, encara que amb una autonomia considerable. La paraula va arribar a suggerir tirania o esplendor ostentós, i en l'ús modern es refereix a qualsevol governant subordinat o local, generalment amb connotacions desfavorables de corrupció.
Una satrapia o és el territori governat per un sàtrapa.
La paraula es fa servir també per definir a la persona hàbil per a enganyar els altres o a la persona despòtica, cruel o d’autoritarisme arbitrari.

## Història
Els sàtrapes eren elegits directament pel rei generalment entre membres de la noblesa. Estaven dotats d’amplis poders polítics, administratius i militars: exercien el poder judicial i administratiu, cobraven els impostos, s'encarregaven de l'ordre públic i del reclutament i manteniment de l'exèrcit. El mateix Darios I s'encarregava de la seva supervisió i control per evitar que s'excedissin en les seves funcions.
Cambises II de Pèrsia, el predecessor de Darios I, desconfiant respecte a la lleialtat d'alguns governadors, va situar un secretari al costat de cada sàtrapa per vigilar els seus actes i va organitzar un grup de funcionaris coneguts com els ulls i oïdes del rei, que recorrien l'imperi per valorar sobre el terreny la situació i emetre un informe. Malgrat aquests controls, quan es produïa un acte de sedició, la ràpida intervenció de l'exèrcit, facilitada per la xarxa viària de comunicacions, acabava amb el perill abans que el moviment provoqués l'aixecament d'altres regions per sentiments semblants. Alexandre el Gran i després els selèucides van nomenar també sàtrapes com a governadors de les províncies.
Les satrapies eren subdivisions administratives. La font principal és la llista d'Heròdot, però n'hi ha tres més que són importants: les referències dels historiadors d'Alexandre el Gran; les inscripcions aquemènides i en concret la llista de dahyāva (que és el nom persa donat a les subdivisions), i algun texts grecs i llatins dispersos.
Aquestes divisions foren presents l'Imperi Persa aquemènida, l'Imperi d'Alexandre el Gran i el seu successor l'Imperi Selèucida.

## Satrapies d'Herodot

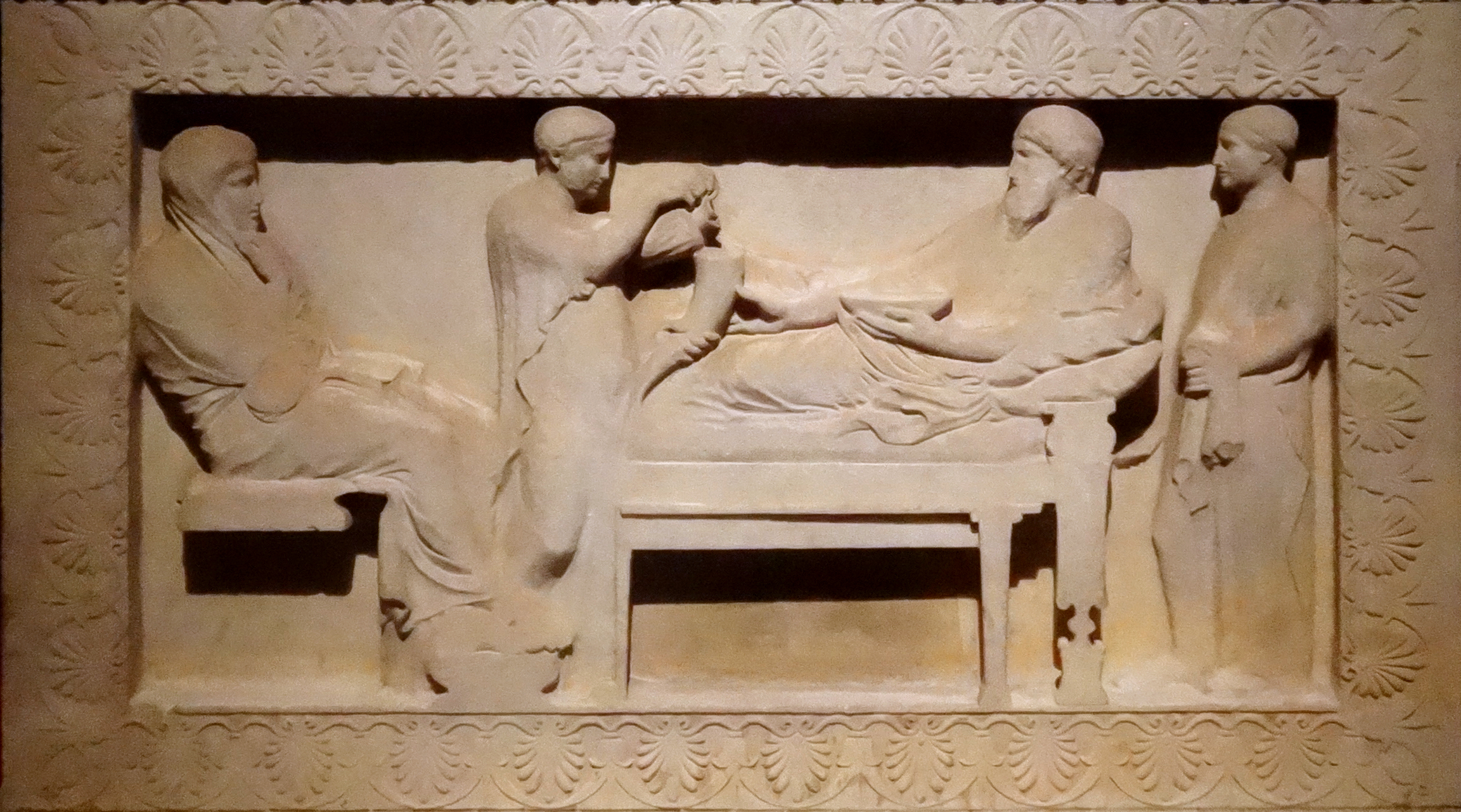
Escena del banquet d'un sàtrapa, al "Sarcòfag del sàtrapa", Sidó,

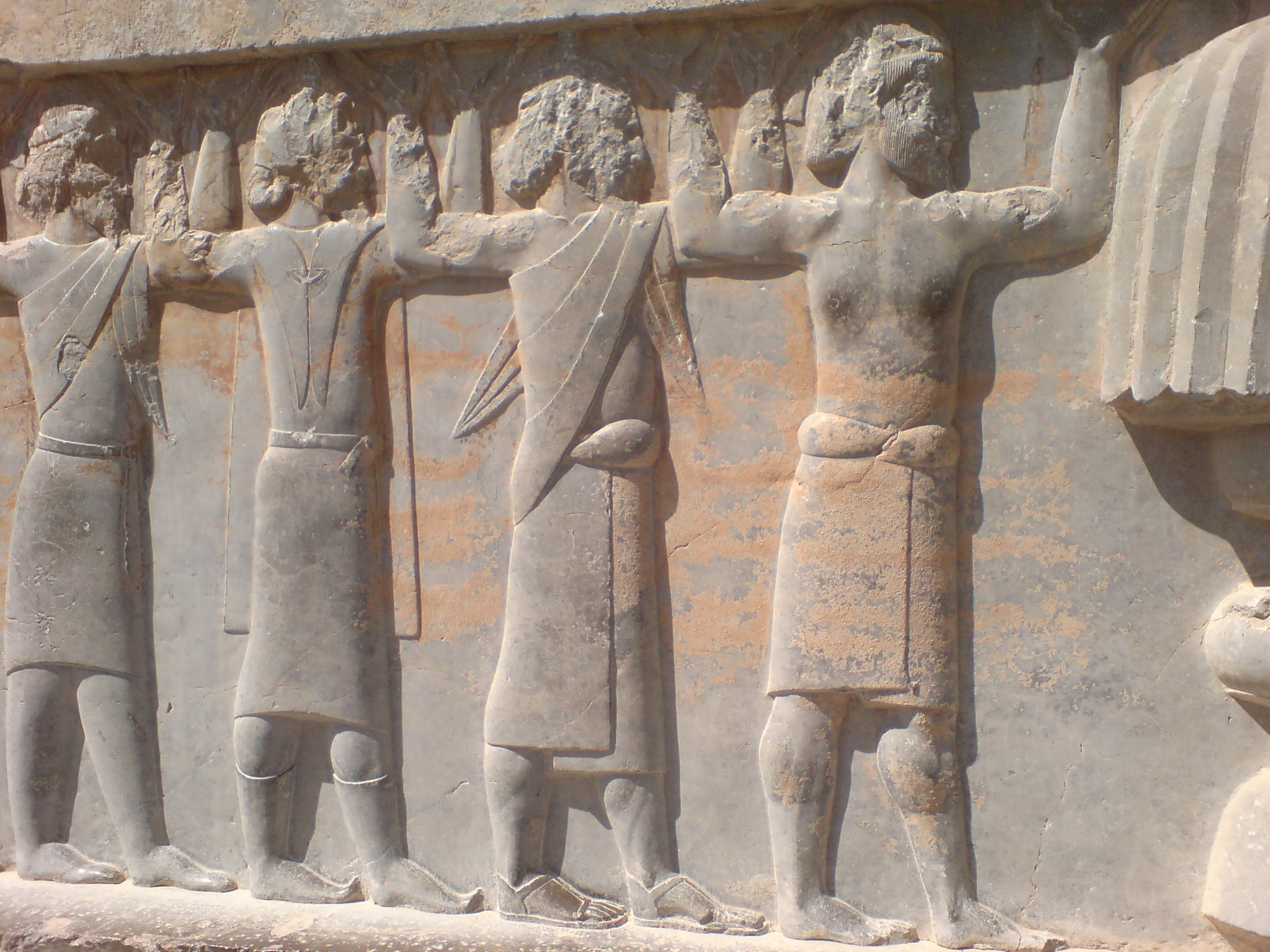
Representació d'alguns sàtrapes perses.

Heròdot dona una llista de vint satrapies vers el 512 aC:
- Jònia
- Lídia o Sardes
- Frígia
- Cilícia
- Síria i Palestina
- Egipte
- Gandara
- Susiana o Elam
- Babilònia o Assíria
- Mèdia
- Hircània
- Bactriana
- Armènia
- Carmània
- Aracòsia
- Pàrtia
- Gedròsia
- Matiana o Fonts del Tigris
- Còlquida
- Índia

En realitat se suposa que hi havia una estructura jeràrquica: diverses petites satrapies formaven una satrapia; dues o més satrapies formaven una gran satrapia. La satrapia central de les petites donava el seu nom a la satrapia, i la satrapia central de les que formaven la satrapia, donava nom a la gran satrapia. Les petites estaven generalment regides per governants locals hereditaris, mentre que les grans satrapies eren sempre per nomenament.

## Llista de grans satrapies segons laInscripció de Behistun
- Persis (Pārsa), amb capital a Pasargada.
  - Susa o Susiana, capital a Susa.
    - Susa o Susiana (la plana de Susa i les muntanyes Zagros)
    - País del Elimais (elymais) o Elimaida.

  - Persis
    - Persis
    - Carmània (potser la Yutiva de la inscripció de Bisutun)
- Mèdia (Māda), capital Ecbatana
  - Mèdia (Māda)
    - Mèdia (Māda)
    - Mèdia Menor
    - Paraetacene

  - Armènia (Armina)
    - Armènia (Oriental)
    - Armènia Occidental o Menor
    - Còlquida (quan estava sota domini persa en temps de Darios I)

  - Pàrtia (Parθava) capital probablement Hecatompylus
    - Pàrtia (Parθava)
    - Hircània, capital Zadracarta

  - Coràsmia (Uvārazmī)
- Lídia (Sparda), capital Sardes
  - Lídia (Sparda) 
    - Lídia (Sparda)
    - Tràcia (Skudra) entre 512 i 479 aC
    - Frígia Hel·lespòntica o Dascilios (Dascylium)
    - Cària, capital Halicarnàs
    - Frígia o Gran Frígia, capital Celenes (Celaenae)

  - Capadòcia (Katpatuka) 
    - Capadòcia (Katpatuka) a la part del Pont
    - Capadòcia (Katpatuka) a la part del Taure
    - Paflagònia
- Babilònia (Bābiruš) satrapia creada el 539 amb la conquesta de l'imperi neobabilònic.
  - Babilònia (Bābiruš) 
    - Babilònia (Bābiruš)
    - Sittacene
    - Arbelitis (Arbelitis = Asagarta/Sagàrtia) capital Arbela.

  - Assíria (Aθurā)
    - Assíria (Aθurā)
    - Siria (Ebir-nāri) amb capital a Damasc.
    - Cilícia a la part de mar, capital Tars.
- Egipte (Mudrāya), conquerida el 525 aC, la capital fou Memfis.
  - Egipte, capital Memfis.
    - Baix Egipte, capital Memfis.
    - Alt Egipte, capital Tebes.

  - Aràbia (Arabāya) centrada a l'oasi de Tayma.
  - Líbia (Putāyā)
  - Núbia, conquerida sota Cambises II, però perduda al segle iv aC.
- Aracòsia (Harauvatiš)
  - Aracòsia (llatí Arachosia, persa Harauvatiš), amb capital a Arachoyti, després Alexandròpolis i moderna Kandahar.
  - Drangiana (Zranka) capital Zaris o Phrada de situació incerta.
  - Gedròsia (Maka), la capital fou Pura.
    - Gedròsia (Maka)
    - Oritània, el país dels oritans (oritani), la capital era Rhambacia.
    - Ariàspia, el país dels ariaspes.

  - Sattagídia (Θatagus/Sattagydia), capital Taxila.
    - Sattagydia 1
    - Sattagydia 2
    - Sattagydia 3

  - Índia (Hinduš) 
    - Índia 1
    - Índia 2
    - Índia 3
- Bactriana (Bāxtriš), capital Bactra (Zariaspa), la moderna Balkh.
  - Bactriana (Bāxtriš)
    - Bactriana (Bāxtriš)
    - Margiana (Marguš) centrada en l'oasi de Marguš (Murḡāb), la moderna Merv a l'Uzbekistan.

  - Sògdia o Sogdiana (Suguda) amb capital a Maracanda (vegeu Afrasiyab).
    - Sògdia o Sogdiana (Suguda)
    - Dírbia o país dels dirbes (dyrbae) suposadament el Badakhshan

  - Gandhāra (Gandāra), la capital devia estar a la regió de Paropamisus, on Alexandre va fundar una Alexandria.
    - Gandhāra (Gandāra)
    - Paropamisos (Paropamisadae)

  - Aria (Haraiva), amb capital a Artacoana
  - País dels Dahes (Dahā o Sakā paradraya) en llatí dahae
  - País dels Massàgetes (Sakā tigraxaudā) en llatí massagetae
  - País dels Amirgians (Sakā haumavargā) en llatí amyrgiani